# Đàm Thanh Sơn
Đàm Thanh Sơn (sinh 1969) là một giáo sư, tiến sĩ vật lý lý thuyết người Việt.

## Tiểu sử
Đàm Thanh Sơn sinh tại Hà Nội, quê gốc ở  Bắc Ninh trong thời kì chiến tranh trong gia đình trí thức. Cha ông là giáo sư dược học Đàm Trung Bảo, mẹ là phó giáo sư, tiến sĩ sinh hoá Nguyễn Thị Hảo.
Ông tốt nghiệp Trường Đại học Tổng hợp Quốc gia Moskva năm 1991 và nhận bằng tiến sĩ vật lý tại Viện Nghiên cứu Hạt nhân Moskva năm 1995.
Từ năm 1995-1999: Ông là học giả hậu tiến sĩ (postdoc) tại Đại Học Washington, Seattle (1995-1997) và Viện Công nghệ Massachusetts (MIT) (1997-1999) .
Từ năm 1999-2002: Ông được bổ nhiệm làm giáo sư tại Đại học Columbia, đồng thời là học giả (fellow) ở Trung tâm Nghiên cứu RIKEN-BNL, Phòng Thí nghiệm Quốc gia Brookhaven (BNL), Hoa Kỳ. Từ năm 2002, ông quay lại Seattle, được bổ nhiệm chức giáo sư tại Khoa Vật lý của Đại học Washington và đồng thời là học giả cao cấp (Senior Fellow) tại Viện Vật lý Hạt nhân trực thuộc đại học này.
Năm 2008 tổ chức Olympic Vật lý quốc tế ở Việt Nam, ông là một trong ba giáo sư vật lý Việt Nam được mời tham gia Ban tổ chức.
Từ tháng 09 năm 2012, ông là giáo sư (University Professor) tại Đại học Chicago, Hoa Kỳ. Các lĩnh vực nghiên cứu của GS Đàm Thanh Sơn bao gồm: vật lý lý thuyết, chủ yếu là vật lý hạt cơ bản, vật lý hạt nhân và các ứng dụng của lý thuyết dây.
Năm 2014, ông trở thành thành viên của Viện hàn lâm khoa học và Nghệ thuật Mỹ, cũng năm này ông được bầu là thành viên Viện hàn lâm khoa học quốc gia Mỹ.

## Thành tích học tập và nghiên cứu
Đàm Thanh Sơn là cựu học sinh khối chuyên Toán-Tin, Trường Trung học phổ thông chuyên Khoa học Tự nhiên, Đại học Quốc gia Hà Nội, ông từng đoạt huy chương vàng tại Olympic Toán quốc tế 1984 tại Praha (Cộng hòa Séc) với số điểm tuyệt đối 42/42 khi mới 15 tuổi, bảo vệ luận án tiến sĩ tại Trường Đại học Tổng hợp Moskva (Liên Xô) năm 25 tuổi.
Đầu năm 2005, nhóm 3 nhà vật lý Đàm Thanh Sơn, P. K. Kovtun và A. O. Starinets đã công bố một công trình về độ nhớt của lỗ đen theo thuyết trường lượng tử tương tác mạnh trên tạp chí Physical Review Letters (một trong những tạp chí vật lý uy tín nhất trên thế giới hiện nay). Bài báo đã đưa ra mô hình lỗ đen lỏng trong không gian lý thuyết 10 chiều, một giả thuyết được tạp chí New Scientist đánh giá cao. Tính từ năm 1994 đến năm 2008, Đàm Thanh Sơn là tác giả và đồng tác giả của 92 bài báo, bản báo cáo trong đó có tới 14 bài trên Physical Review Letters và nhiều công trình trên các tạp chí uy tín khác của Hội Vật lý Hoa Kỳ (American Physical Society) như Physical Review D, Physical Review B, Physical Review B.
Ngày 8 tháng 8 năm 2018 Đàm Thanh Sơn nhận Dirac Medal của Trung tâm quốc tế về Vật lý Lý thuyết ICTP cùng với hai nhà vật lý lý thuyết là Subir Sachdev (Đại học Harvard, người Ấn Độ) và Văn Tiểu Cương (MIT, người Mỹ gốc Trung Quốc).

## Một số công trình đáng chú ý
- R. Baier, A.H. Mueller, D. Schiff, and D.T. Son, "Bottom-up" thermalization in heavy ion collisions, Phys. Lett. B 502, 51 (2001).
- P. Kovtun, D.T. Son, and A.O. Starinets, Viscosity in Strongly Interacting Quantum Field Theories from Black Hole Physics, Phys. Rev. Lett. 94, 111601 (2005).
- Y. Nishida and D.T. Son, Epsilon Expansion for a Fermi Gas at Infinite Scattering Length, Phys. Rev. Lett. 97, 050403 (2006).
- C. Hoyos and D.T. Son, Hall Viscosity and Electromagnetic Response, Phys. Rev. Lett. 108, 066805 (2012).